# Georg Heym
Georg Heym (ur. 30 października 1887 w Jeleniej Górze, zm. 16 stycznia 1912 w Berlinie) – niemiecki poeta i prozaik. Był przedstawicielem ekspresjonizmu.

## Życiorys
Georg Heym urodził się 30 października 1887 roku w Jeleniej Górze, która wtedy nosiła nazwę Hirschberg. Był synem Hermanna Heyma (1850-1920), prokuratora wojskowego, i Jenny Heym, z domu Taistrzik (ok. 1850-1923). Przez kilka lat mieszkał w Gnieźnie, gdzie ukończył szkołę podstawową i uczył się w gimnazjum od 1896 r. Próbował robić doktorat na uniwersytecie w Würzburgu, ale jego pracę oddalono. To zamknęło mu drogę do kariery akademickiej. Zginął tragicznie. 16 stycznia 1912 roku Heym i jego przyjaciel Ernst Balcke wybrali się na łyżwy na zamarzniętą rzekę Hawelę. Nigdy nie wrócili. Po kilku dniach znaleziono ich ciała. Wyglądało na to, że pod Balckem załamał się lód, a Heym próbował go ratować, ale też wpadł do wyrwy. Heym pozostał żywy przez pół godziny, wzywał pomocy. Jego krzyki usłyszeli przebywający w pobliżu pracownicy leśni, ale nie zdołali do niego dotrzeć. Zbigniew Herbert poświęcił temu wydarzeniu wiersz Georg Heym - przygoda prawie metafizyczna. Wiersz pt. Georg Heym opublikował także poeta Dawid Jung w tomie #SPAM (wyd. Stowarzyszenie Pisarzy Polskich w Krakowie).

## Twórczość
Krótkotrwała erupcja talentu poetyckiego Heyma, która za jego życia objawiła się tylko jednym zbiorem Der ewige Tag (1911), wystarczyła, aby zaistniał obok G. Trakla jako najwybitniejszy liryk wczesnego ekspresjonizmu. W jego przesiąkniętej pesymizmem liryce jako główny element pojawia się motyw wielkiego miasta jako ponurego siedliska nieludzkich mocy pogrążających mieszkańców z ich cywilizacją w zgubie i zniszczeniu.
Tematyka i metaforyka poezji Heyma obecna jest też w jego prozie, której zbiór Der Dieb. Ein Novellenbuch (1913)  pisarz zdążył przygotować do druku tuż przed śmiercią. Wydanie polskie (Sekcja)  ukazało się w 1979 roku.  

## Liryka
- Der ewige Tag[1] (1911)
- Umbra vitae[1], wiersze ze spuścizny (1912). Wyd. 1924 z drzeworytami E.L. Kirchnera (polskie wyd. 2016, tłum. i oprac. A. Lam).
- Marathon (wydane pośmiertnie 1914)
- Wybór poezji: Armada nocy, przeł. A. Lam (2001).

## Proza
- Der Dieb. Ein Novellenbuch (wydane pośmiertnie 1913)

## Dramat
- Der Athener Ausfahrt (1907)

## Pisma inne
- Versuch einer neuen Religion (1909)

## Opracowania
- Heinrich Eduard Jacob: Georg Heym. Erinnerung und Gestalt; in: „Der Feuerreiter. Blätter für Dichtung und Kritik“, hrsg. von Fritz Gottfurcht, 1. Jg., Heft 2.
- Heinrich Eduard Jacob: Verse der Lebenden. Deutsche Lyrik seit 1910. Berlin: Propyläen, 1924; 2. erw. Aufl. 1927; 3. erw. Aufl. 1932.
- Kurt Mautz: Georg Heym. Mythologie und Gesellschaft im Expressionismus. Frankfurt am Main: Athenäum, 1987
- Kurt Pinthus: Menschheitsdämmerung. Reinbek: Rowohlt, 2001.
- Nina Schneider: Georg Heym. Der Städte Schultern Knacken. Zürich: Arche, 1987
- Nina Schneider: Georg Heym 1887-1912. Wiesbaden: Dr. Ludwig Reichert Verlag, 1988
- Thomas B. Schumann: Geschichte des "Neuen Clubs" in Berlin als wichtigster Anreger des literarischen Expressionismus. Eine Dokumentation; in: "EMUNA. Horizonte zur Diskussion über Israel und das Judentum", IX. Jg., Nr. 1 (Frankfurt am Main), Jan./Feb. 1974; S. 55-70.
- Pisarze niemieckojęzyczni XX wieku. Leksykon encyklopedyczny PWN pod red. Marka Zybury. Warszawa – Wrocław: Wydawnictwo Naukowe PWN, 1996, s. 132. ISBN 83-01-11995-0 (autor biogramu: Marek Zybura).